# (3293) Rontaylor
(3293) Rontaylor – planetoida z pasa głównego asteroid okrążająca Słońce w ciągu 3 lat i 261 dni w średniej odległości 2,4 j.a. Została odkryta 24 września 1960 roku w Obserwatorium Palomar w programie Palomar-Leiden-Survey. Nazwa planetoidy pochodzi od Rona Taylora, eksperta i specjalisty w Lunar and Planetary Laboratory. Przed nadaniem nazwy planetoida nosiła oznaczenie tymczasowe (3293) 4650 P-L.